# El mecanismo
El Mecanismo es una serie de televisión brasileña sobre política. Creada por José Padilha y Elena Soárez, dirigido por José Padilha, Felipe Prado, Marcos Prado y con guiones de Elena Soárez. La serie es libremente inspirada en las investigaciones de la Operación Lava Jato y fue lanzada por el servicio de suscripción Netflix el 23 de marzo de 2018.

## Sinopsis
Marco Ruffo (Selton Mello), es un delegado jubilado de la Policía Federal obsesionado por el caso que está investigando. Cuando menos espera, él y su aprendiz, Verena Cardoni (Carol Abras), ya están inmersos en una de las mayores investigaciones de desvío y lavado de dinero de la historia de Brasil. La proporción es tan grande que el rumbo de las investigaciones cambia completamente la vida de todos los involucrados.

## Elenco

### Principal
- Selton Mello como Marco Ruffo
- Carol Abras como Verena Cardoni
- Enrique Díaz como Roberto Ibrahim
- Antonio Saboia como Dimas Donatelli
- Lee Taylor como Claudio Amadeu
- Otto Jr. como Juez Paulo Rigo
- Leonardo Medeiros como João Pedro Rangel ("Pepê")
- Osvaldo Mil como Luis Carlos Guilhome
- Jonathan Haagensen como Vander
- Giulio Lopes como Roberval Bruno
- Susana Ribeiro como Regina Ruffo
- Michel Bercovicht como Senador Lúcio Lemes
- Javier Enciso

## Producción

### Desarrollo
En abril de 2016, Netflix anunció que haría una serie original, aún sin título, que retrataría las investigaciones de la Operación Lava Jato. La serie fue producida por José Padilha, Marcos Prado y por la productora Zazen Producciones y escritura por Elena Soarez y Sofia Maldonado. La serie fue dirigida por José Padilha, Felipe Prado, Marcos Prado y Daniel Rezende.

### Filmación
El Mecanismo inició su producción en mayo de 2017. Los locaciones incluyeron las ciudades de São Paulo, Río de Janeiro, Curitiba y Brasilia.

## Lanzamiento
La primera temporada de la serie fue lanzada en 23 de marzo de 2018 y contó con 8 episodios.

### Marketing
El primer tráiler de la serie fue lanzado el 19 de enero de 2018. Un segundo tráiler fue lanzado el 28 de febrero de 2018.
Para promocionar la serie, Netflix instaló un cartel con un medidor de corrupción en Brasilia nombrado «corruptómetr», donde era mostrado un medidor que mediría la cantidad de dinero desviado cada minuto. En otra acción, Netflix instaló en el Aeropuerto de Brasilia y en el Aeropuerto de Congonhas en São Paulo, la llamada "tienda de la corrupción", donde eran presentados productos ficticios, como ropa interior para contrabandear, una grabadora de video y el libro «Delación compensada para laicos» entre otras.

## Recepción

### Respuesta de la crítica
La web Rotten Tomatoes registró clasificación del 80% con una clasificación media de 7.4/10 con base en 5 evaluaciones.
Cassio Starling, en una crítica para Folha de Sao Paulo, dijo que «Como quedó claro en las dos “Tropa de Élite”, además del éxito de taquilla, Padilha búsqueda provocar respuestas sociales, hacer el público reaccionar a la anestesia y a los slogans automáticos. La enorme atención concentrada en Lava Jato, en los efectos de las investigaciones sobre el presente y el futuro inmediato del país, no podría escapar al oportunismo de Padilha. Por eso, “El Mecanismo” desarrolla, casi insidiosamente, otra trama, que justifica, finalmente, el título. Al introducir esa cuestión fundamental Padilha alcanza una dimensión, de hecho, más política y menos policialesca, más cotidiana y menos excepcional».
Fábio de Souza Gomes, de Omelete, escribió que el programa presenta una ficción cansadora y tramas paralelas innecesarias, pero sin embargo cuenta con actuaciones destacadas.  Comentó también que «a pesar de parecer un poco forzado en el inicio, Mello mejora mucho a lo largo de la serie y consigue conducir bien la historia por las sombras, mientras Abras crea una detective compleja y fuerte que busca encontrar la corrupción que esconde el país». Completó diciendo que «El Mecanismo podría haber sido mucho mejor de lo que realmente fue».Ritter Fan, del Plan Crítico, escribió que «Los guiones de los episodios, todos escritos por Elena Soarez, son más que didácticos, con repeticiones infinitas que golpean en la misma tecla monocorde prácticamente todo el capítulo como la de “combatir el cáncer no deja nadie incólume” y cosas así. En el campo de las actuaciones, Selton Mello una vez más muestra que es uno de los mejores actores brasileños de su generación, aún considerando su irritante incapacidad de hablar para fuera, marca registrada suya». Elogió a Enrique Díaz, diciendo que la actuación «inmediatamente hace recordar la de Robert Knepper como T-Bag, en Prison Break, o sea, un bandido zafado moldeado para que lo odiemos, pero a la vez que lo amemos». Y finalizó diciendo que «El Mecanismo es una serie con potencial, pero que no es plenamente realizado».

## Inspiraciones reales
Aunque tiene un aviso informando que la serie es inspirada libremente en eventos reales y que personajes, situaciones y otros elementos fueron cambiados a efecto dramático, algunos personajes y elementos, tienen una clara correspondencia a la real Operación Lava Jato.